# Ravindra Sathe

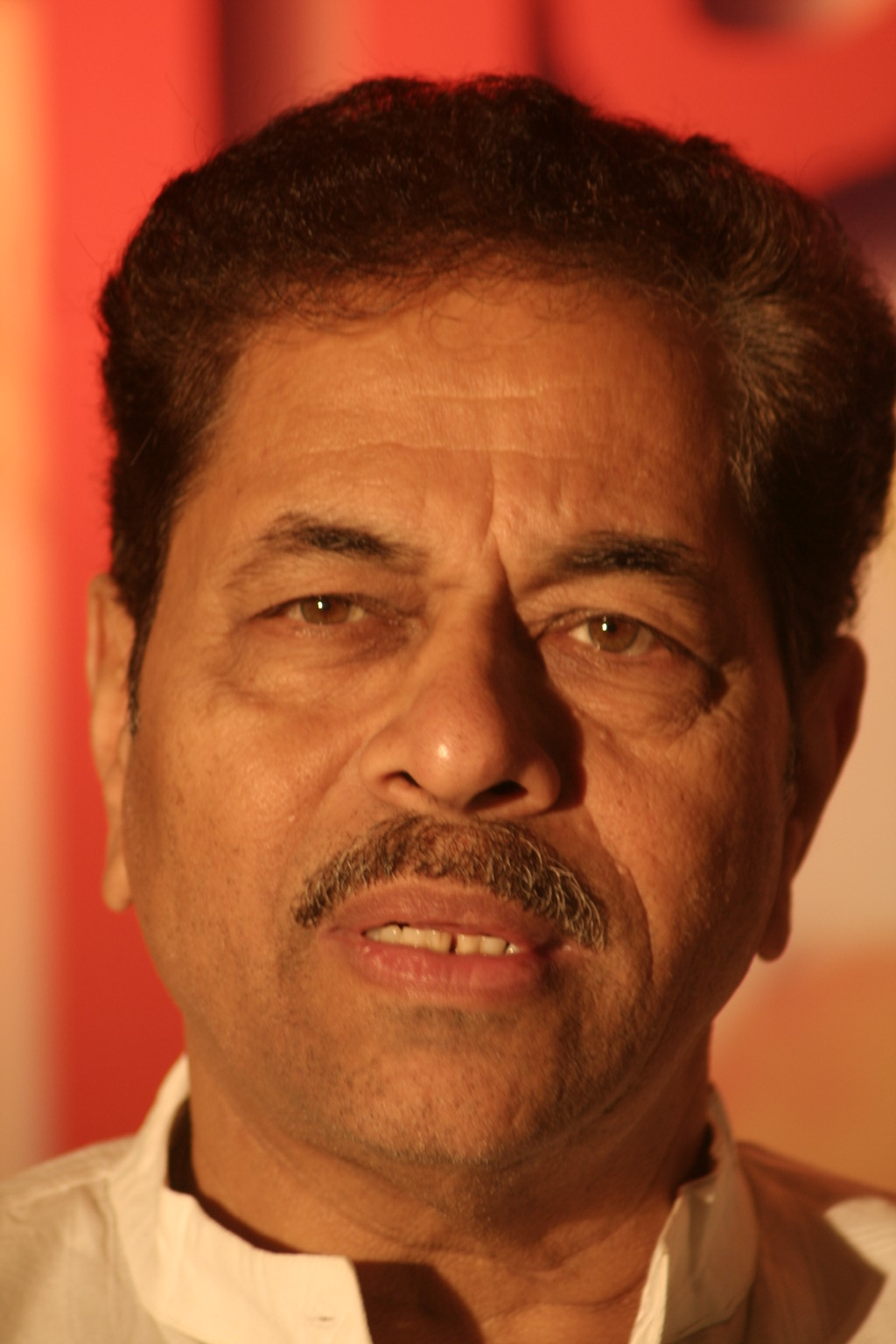

Ravindra Sathe (Marathi: रवींद्र साठे; nacido el 7 de enero de 1952) es un cantante de playback indio, es famoso dentro de la industria del cine marathi. Formó parte del reparto y del equipo de los miembros originales del famoso teatro "Marathi Ghashiram Kotwal".

## Carrera
Su carrera comenzó como un grabador de sonido en el "Doordarshan". Además tiene una variedad de interpretaciones dentro de la música ligera, en toda la India. Estos incluyen entre sus obras como "Nakshtranche Dene", "Diwali pahat" y entre otros.

## Filmografía
Estas son uno de sus temas musicales que lo ha interpretado para el cine marathi.
- Samna (1975)
- Jait Re Jait (1977)
- Aaitya Bilavar Nagoba (1979)
- Umbartha (1982)
- Aaj Jhale Mukt Mi (1986)
- Shivrayachi Soon Tararani (1993)
- Aai (1995)

## Famosas canciones
- Kunachya khandyavar kunache oze
- Marathi Abhimaangeet